# Limenitis kayei
Limenitis kayei är en fjärilsart som beskrevs av Hall 1939. Limenitis kayei ingår i släktet Limenitis och familjen praktfjärilar. Inga underarter finns listade i Catalogue of Life.